# Ізвоаре (комуна)
Ізвоаре (рум. Izvoare) — комуна у повіті Долж в Румунії. До складу комуни входять такі села (дані про населення за 2002 рік):
- Ізвоаре (1156 осіб)
- Домну-Тудор (481 особа)
- Корлате (501 особа)

Комуна розташована на відстані 224 км на захід від Бухареста, 45 км на південний захід від Крайови.

## Населення
За даними перепису населення 2002 року у комуні проживали 2138 осіб.
Національний склад населення комуни:
| Національність | Кількість осіб | Відсоток |
| -------------- | -------------- | -------- |
| румуни         | 2130           | 99,6%    |
| цигани         | 8              | 0,4%     |

Рідною мовою назвали:
| Мова      | Кількість осіб | Відсоток |
| --------- | -------------- | -------- |
| румунська | 2134           | 99,8%    |
| циганська | 4              | 0,2%     |

Склад населення комуни за віросповіданням:
| Релігія       | Кількість осіб | Відсоток |
| ------------- | -------------- | -------- |
| православні   | 2137           | > 99,9%  |
| римо-католики | 1              | < 0,1%   |